# Provincia de Barahona
Barahona es una de las 32 provincias de la República Dominicana situada en el suroeste del país; forma parte de la Región de Enriquillo, junto a las provincias de Bahoruco, Independencia y Pedernales.
Limita al noroeste con la provincia Bahoruco, al noreste con Azua, al oeste con Independencia, al sur y suroeste con Pedernales y al este tiene el Mar Caribe. La capital provincial es la ciudad de Santa Cruz de Barahona.

## Historia
Antes del descubrimiento y la colonización por los españoles y colonizadores, la isla de Española estaba dividida en cinco cacicazgos, a uno de los cuales, Jaragua, que gobernaba Bohechío, pertenecía la demarcación donde se ubica Barahona.
En torno al origen del nombre de Barahona se han formulado conjeturas e hipótesis improbadas. Algunos apuntan que proviene de Vara y Ona y otras de Bahía Honda. El primer término, según se dice, era empleado por los españoles para medir especies y el segundo para referirse a la Bahía de Neyba, donde está situada la población.
Barahona es un apellido español, y así se comprueba en Historia del desarrollo de Barahona. Podría derivar el nombre de la provincia por el apellido de alguno de los primeros españoles que llegaron a la zona o incluso que algunos de estos españoles fuera del pueblo de Barahona, provincia de Soria, en España y se lo pusiera en honor a su localidad de origen. Los españoles se esparcieron por todo el territorio y designaron objetos y lugares con nombres de ellos. Francisco de Barahona, Gabriel Barahona, Luis de Barahona y Juan de Barahona llegaron en el primer y segundo viajes del Almirante Cristóbal Colón.
La obra de referencia sostiene que Barahona es un apellido que encontramos en españoles que llegaron a la isla tras su descubrimiento en 1492. Un nitaíno de ascendencia española fue Juan Barahona, colono aliado de los rebeldes de Francisco de Roldán, quienes se sublevaron en el cacicazgo de Jaragua, que abarcaba el espacio físico en el que hoy se sitúan la provincia de Barahona, y gran parte de la región Suroeste.
La rebelión de Roldán, primera alteración social en el Nuevo Mundo, comenzó en mayo de 1496, y concluyó en noviembre de 1498, lapso en el cual españoles, esclavos e indios desafiaron el absolutismo y la explotación del Imperio Español, que sufrió una derrota.
Veintiún años después, la región fue escenario de otro alzamiento, el del Cacique Enriquillo, en 1519, quien desde las montañas del Bahoruco lanzó el primer grito de libertad en América. Junto a un numeroso grupo de indígenas combatió a los españoles hasta 1533, año en que suscribió la paz con el gobierno español, a través del capitán general Francisco Barrionuevo. Así, ese imperio padeció su segunda derrota en la isla.
Luego la región fue teatro de acciones de negros esclavos traídos de África –que también desafiaron la ignominia de los españoles- y de piratas, quienes asaltaban a los navegantes del Mar Caribe y cometían otras fechorías.
Con el transcurrir histórico, se fue formando un cuadro que en 1795 se caracterizaba por la frondosidad de los árboles, los cuales se constituían en atracción para buscadores de leña, primero y productores de madera, después. En 1801, las tropas revolucionarias del general haitiano Toussaint Louverture penetraron, en la lucha contra los franceses, por el Sur y el Norte de la parte oriental de la isla e improvisaron chozas en sitios estratégicos. Un año después, 1802, Louverture impartió órdenes para la fundación oficial de Barahona, pasando a ser dependencia de Azua.
La estadía del general haitiano fue breve y, a partir de entonces, la villa adquirió categoría social y pasó por un proceso de progreso muy paulatino, que se aceleró a finales de siglo XIX y a principios de siglo XX.

## Localización
| Noroeste: Bahoruco   |                 | Nordeste: Azua      |
| Oeste: Independencia |                 | Este: Mar Caribe    |
| Suroeste: Pedernales | Sur: Pedernales | Sureste: Mar Caribe |

## Geografía y clima
La provincia de Barahona cubre 1,639,42 km² y tiene una población de 187,105 habitantes, Según en Censo Nacional de Población y Vivienda de 2010. Está ubicada en la parte suroeste de la República Dominicana. La provincia empieza en la Sierra Martín García (que forma parte del Valle de Neyba) donde el río Yaque del Sur desborda. Al Sureste de Barahona está el Mar Caribe. La provincia de Pedernales está situada a suroeste, Independencia al oeste, Bahoruco al noroeste y Azua al este. 
Antes del descubrimiento de América, Barahona pertenecía al Cacicazgo de Jaragua, bajo el dominio de Anacaona y Enriquillo, este último un símbolo de libertad. La ciudad de Barahona está ubicada a orillas del Mar Caribe, a 204 km al oeste de Santo Domingo. La temperatura anual promedio es 26 °C, con una lluvia anual promedio de 655 - 2296 mm.

## Economía

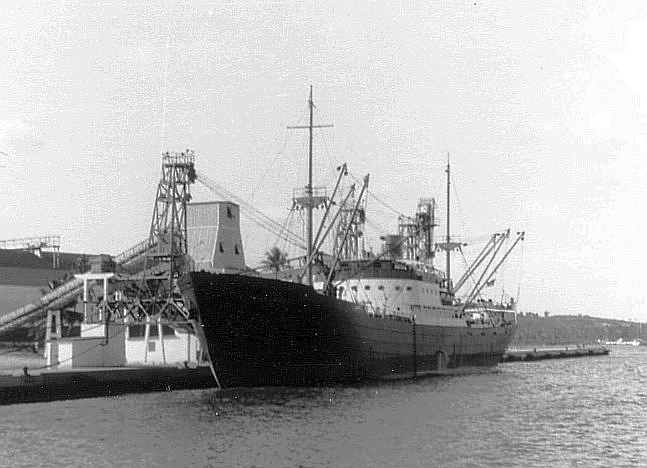
El buque mercante alemán MV Vogelsberg carga de azúcar en el puerto de Santa Cruz de Barahona, 1959

Actualmente, Barahona tiene una economía mezclada que combina agricultura, industria, ganadería y minería con el turismo; un puerto industrial y una zona libre, dedicada a producción textil. la provincia está dividida en zonas que según el clima y su geografía, son aptas para una determinada producción: la zona ganadera en Enriquillo, zona cafetalera en la sierra de Bahoruco, zona bananera en la cuenca del río Yaque del Sur y la zona cañera en el llano de Neiba.
Agricultura: La producción agrícola se concentra principalmente en la caña de azúcar con el Ingenio Barahona, que desde el año 2000 está siendo operado por el Consorcio Azucarero Central (CAC) siendo el mayor empleador de la provincia y de la región Enriquillo con más de 3,800 trabajadores. Además se destaca la producción de plátanos principalmente en Vicente Noble, el café en la zona de Polo y las montañas de la costa, sixal, sorgo, orégano, tomate y otros frutos menores.
Ganadería: La producción bovina es la de mayor escala y en menor escala la producción caprina, porcina y ovina. La mayor actividad económica se concentra en el engorde de ganado vacuno para carne , venta del cuero y la creciente producción lechera a manos de la lechería San Antonio del grupo Rica.
Minería: La extracción de minerales como larimar, mármol, yeso, alabastro, kaolinite (para la producción de botellas), sal mineral y materias de construcción, cuentan entre las actividades principales de Barahona.
Turismo: El Ecoturismo es el fuerte de la provincia, gracias a la variante geografía y el clima de la región donde se puede disfrutar del paisajismo natural de los ríos, playas, lagos, frías montañas y zonas áridas que encierran diversas formas de flora y fauna.

## Arquitectura
La ciudad tiene un patrimonio arquitectural interesante, representado por una serie de edificios de estilo vernacular, concentrado principalmente en las áreas urbanas más viejas. Entre los edificios que representan Barahona, podemos mencionar el Arco de Triunfo que da la bienvenida a visitantes y que fue construido durante la Era de Trujillo. La catedral Nuestra Señora del Rosario, construida en 1948, al lado de la casa curial, tiene un campanario que sobrepasa el edificio entero.
El Palacio Municipal ubicado a frente el Parque Central fue construido en 1935 y fue erigida una torre con un reloj, convirtiéndose en uno de los iconos de la ciudad.
La iglesia antigua, edificada en 1952, era la primera iglesia construida de feo, con una bella arquitectura y áreas verdes. El Hotel Guarocuya data de 1959, durante la Era de Trujillo y el Ingenio Azucarero, cuya construcción empezó en 1918, al mismo tiempo que la construcción del barrio conocido como El Batey, donde todavía se pueden encontrar casas de madera al estilo estadounidense de los trabajadores de la Sugar West Company, con techos de dos lados montados sobre bases de pilas. El uso correcto de áreas verdes debe ser resaltado también. El edificio de los bomberos fue construido a comienzos del siglo XIX y todavía contiene la misma estructura como una serie de objetos de inicios del siglo recién pasado.

## Arte
La ciudad de Barahona dio a luz dos de las más importantes estrellas del mundo del espectáculo; María Montez, cuyo nombre fue inmortalizado en el aeropuerto internacional de la ciudad, y Casandra Damirón, en aras de quien fueron institucionalizadas las Ortogas Casandras en 1984 por la Asociación de Críticas de las Artes que reconoce el talento de artistas dominicanas.
María Montez, actriz, nació en 1912 con el nombre de María África Gracia Vidal, llegando al estrellato tanto en Hollywood como en Europa. Se casó con el actor francés Jean Pierre Aumont, con quien dio a luz una hembra llamada Tina Aumont. María Montez trabajó en el cine y en el teatro, y también escribió poesía y canciones. Murió en París en 1951. La otra estrella, Casandra Damirón, nació en 1919 y empezó a actuar a la edad de seis en el teatro La Unión en Barahona. En los cuarenta, empezó a cantar en Santo Domingo en la emisora "La Voz del Yuna" y en "La Voz Dominicana". Casandra hizo que el "merengue" y música dominicana fueran conocidos en Europa, los Estados Unidos y otros países iberoamericanos, acompañado por su grupo de bailadores de canciones folclóricos. Murió en Santo Domingo en 1983.
En las Artes visuales Barahona tiene importantes exponentes, siendo el maestro Ramón Oviedo, el artista de Mayor Trascendencia, dejando un Gran Legado al Arte Dominicano. Pese a no poseer una escuela de Bellas Artes, Barahona dio a luz un destacado grupo de artistas visuales de relevancia en la República Dominicana y el Caribe, entre que figuran Jorge Pineda, David Suero, Yoiry Minaya, Norkelly Acosta, Milán Suero, José Federico Cuello, Juan King, Edison Montero - Eddaviel -, Welinton Simeón, Julio Sánchez, Meybol Ramírez, Fernando Tamburini y Nelson Beltré.
Dos de ellos con una importante trayectoria en el muralismo urbano de República Dominicana, formando parte de una de las corrientes más destacadas del arte popular de la  contemporaneidad Dominicana., que son Edison Montero - Eddaviel - y Norkelly Acosta.

## Fiestas
Actualmente, las fiestas de esta provincia son las mismas del país entero. En Barahona, en la fecha del 2 al 7 de octubre, se celebran las fiestas patronales, en honor a la patrona del pueblo que es Nuestra Señora del Rosario.

### Origen
Las fiestas patronales de Barahona tienen su cuna en la alejada estación de la colonia, de cuya época quedan en el recuerdo las de la Cruz de Mayo, Carnestolendas, San Juan Bautista, Nuestra Señora de Las Mercedes y San Andrés. Su plataforma primigenia la tejieron los españoles y los negros esclavos, en un sincretismo que ha sido prohijado majestuosamente en estos cinco siglos. Cada pueblo de la República Dominicana adoptó su patrón o virgen del santoral católico. Se le considera el protector (a) de la comunidad, la que a la vez le rinde devoción y honor durante un día del año.
Las fiestas patronales de Barahona empezaron a festejarse en los años subsiguientes a la instalación oficial del primer sacerdote de su parroquia: el padre Francisco Antonio Jannarelli, el 16 de mayo de 1874. La patrona escogida fue la Santísima Cruz, al igual que el Seybo, Valverde y otros 17 pueblos. Celebra su día el 3 de mayo, y también se le exalta el 14 de septiembre.
En 1909 se varió el culto a la protectora. Ese año la “Comisión Pro Fiestas Patronales de la Virgen del Rosario”, patrona de la parroquia Santa Cruz de la población.
La iglesia estaba bajo la dirección del padre Miguel Fuertes, quien el 30 de septiembre de 1909 fue designado miembro del comité. También la integraban autoridades y personalidades del municipio.